# 2nd Vision
2nd Vision là một ban nhạc jazz-rock của Anh nổi tiếng với sự góp mặt của nghệ sĩ guitar John Etheridge và nghệ sĩ violin Ric Sanders, cả hai đều là thành viên cũ của Soft Machine. Ban nhạc đã phát hành album First Steps, đã được phát hành lại trên Blueprint Records (Voiceprint Group) vào năm 2006.
Nguồn gốc của 2nd Vision được khơi nguồn vào năm 1977 khi Sanders mời người chơi keyboard Dave Bristow và tay trống Mickey Barker, cả hai người mà anh ấy đã chơi cùng trong những ngày ở Birmingham, để thành lập một hội nhóm ngẫu hứng có tên Surrounding Silence, ra mắt tại Riverside Jazz Festival vào tháng 8 năm 1977.
Sau khi Etheridge và cựu tay bass Jonathan Davie của Gryphon tham gia cùng họ, ban nhạc, được đổi tên thành 20/20 Vision, đã chơi một buổi biểu diễn được đón nhận nồng nhiệt tại Alexandra Palace vào tháng 5 năm 1979. Ban nhạc đã được Jo Lustig, người đã đại diện đề nghị một hợp đồng quản lý. như Richard Thompson, Pentangle và Chieftains, và ký hợp đồng với Chrysalis, thu âm LP đầu tiên của họ vào mùa thu năm 1979, với John Cameron;là nhà sản xuất. Lời bài hát được sáng tác bởi Sanders hoặc Bristow, với Etheridge đóng góp một phần.
Album được ra mắt với thời gian lưu trú bốn đêm tại Studio Riverside của London ở Hammersmith vào ngày 7–10 tháng 5 năm 1980, với một vaig khách mời khác (Richard Thompson, Gordon Giltrap, Jethro Tull 's David Palmer, June Tabor) tham gia cùng ban nhạc mỗi đêm. Thật không may, tất cả các tờ báo âm nhạc của Anh đã đình công trong vài tuần, vì vậy hầu như không có tin tức về sự kiện này, và album không bán được.
Có một nỗ lực để tiếp tục ban nhạc với một đội hình được thay đổi chút ít, bao gồm tay bass Fred Thelonious Baker và tay trống Nick Twyman, đã lưu diễn rộng rãi ở Vương quốc Anh với tư cách là John Etheridge/Ric Sanders Group vào tháng 5 năm 1981, nhưng đáng buồn thay đây lại là swansong của chính nó.